# Avon, Deux-Sèvres
Avon  là một xã ở tỉnh Deux-Sèvres trong vùng Nouvelle-Aquitaine phía tây nước Pháp. Xã này nằm ở khu vực có độ cao trung bình 141 mét trên mực nước biển.